# NGC 6020
NGC 6020 é uma galáxia elíptica (E) localizada na direcção da constelação de Serpens. Possui uma declinação de +22° 24' 18" e uma ascensão recta de 15 horas, 57 minutos e 08,1 segundos.
A galáxia NGC 6020 foi descoberta em 27 de Junho de 1876 por Édouard Jean-Marie Stephan.